# Hongkongská chřipka
Hongkongská chřipka byla pandemie v letech 1968–1969. První ohnisko bylo objeveno 13. července 1968 v Hongkongu. Nemoc způsoboval kmen H3N2 chřipkového viru A a během dvou let zabil až milion lidí. Oproti asijské chřipce byli proti ní lidé částečně imunní.
Do září 1968 chřipka zasáhla Indii, Filipíny, severní Austrálii a Evropu. V této době se virus rozšířil do Spojených států, kam ho přivezli vojáci vracející se z války ve Vietnamu a na počátku roku 1969 byly zaznamenány případy infikovaných po celém světě.
V Berlíně vedl nadměrný počet úmrtí ke skladování mrtvol v tunelech metra a v západním Německu popeláři museli pohřbívat mrtvé kvůli nedostatečnému počtu hrobníků. Ve Východním a západním Německu bylo zaznamenáno 60 000 odhadovaných úmrtí. Celosvětová úmrtí způsobená tímto virem dosáhla vrcholu v prosinci 1968 a lednu 1969. V té době byla ve vědeckých a lékařských časopisech široce vydávána upozornění na zdravotní stav a popisy virů. Ve srovnání s jinými pandemiemi 20. století přinesla Hongkongská chřipka nízkou úmrtnost. Virus H3N2 se vrátil během následující chřipkové sezóny 1969–1970, což vedlo k druhé vlně úmrtí.